# The Pling & Plong Show (TV-serie)
The Pling & Plong show var ett svenskt barnprogram som visades på Sveriges Television 1970 och som sändes i repris bland annat 1980, 1982 och 1987.
Huvudperson var Robert Broberg, som bodde i ett hus på landet. En grupp barn kom och hälsade på för att få höra hans nya sånger. Stående figurer i programmet var det spikande spöket Slamra von Hamra och roboten Robbot som bodde i sin "garderobbotorob". Producent var Ulla Berglund.
Huset låg i Velanda i Edsbergs socken i nuvarande Lekebergs kommun i Närke och Robert Broberg bodde i gården närmast sydväst om huset. Huset är rivet sen ett antal år tillbaka. Barnen i programmet ska huvudsakligen ha hämtats från närområdet.
Det gavs också ut en Grammisbelönad barnskiva med namnet Mysik & Hållisång från Lattjobolaget Pling & Plong.
Möllenöh, en neologism, var en hälsningsfras som användes i programmet.